# Jakob-Böhme-Bund
Der Jakob-Böhme-Bund (gegründet im Juni 1920 in Görlitz, aufgelöst 1924 ebenda) war eine Künstlergruppe, die aus dem Kunstverein für die Lausitz hervorgegangen ist. Gründungsmitglieder waren Fritz Neumann-Hegenberg und Joseph Anton Schneiderfranken.
Zusammen mit anderen expressionistisch arbeitenden Künstlern gaben Neumann-Hegenberg und Schneiderfranken dem Görlitzer Kunstleben neue Impulse. Eine Vortragsreihe zu Kunstthemen und ab 1919 regelmäßige Veröffentlichungen in der regionalen Presse weckten in der Neißestadt Interesse für den Expressionismus, der in der dortigen Kunstszene noch nicht sehr verbreitet war, sowie für die Mystik, Philosophie und Theosophie Jakob Böhmes, wodurch ein dauerhafter, intensiver Diskurs angeregt wurde. Während der Weimarer Republik entwickelte sich Görlitz zu einem überregional bedeutenden Ort der Künste und laut Kunsthistoriker Kai Wenzel entstand ein Publikum.

## Der historische Jakob-Böhme-Bund
Die erste Ausstellung des Jakob-Böhme-Bundes fand am 23. Mai 1921 statt. In seiner Eröffnungsrede zur Ausstellung der Künstlergruppe führte Neumann-Hegenberg aus: „Gefühl, Intuition, Religiöses ist die im Tiefsten bewegende Kraft für die Kunst. Kein Philosoph hat so tief den Sinn der Natur erkannt, keiner ist mit solcher Heißblütigkeit in das Geheimnis des Kosmischen eingedrungen wie Jacob Böhme.“ Die Mitglieder des Jakob-Böhme-Bundes wurden ausgewählt und eingeladen. Sie arbeiteten in einem weiten Spektrum von künstlerischen Stilen und Ausdrucksformen, geeint wurden sie davon, dass sie alle einer Idee der neuen Sakralkunst zustrebten. Sowohl Malerei, Musik, Bildhauerei, Fotografie, Literatur, Theater und Oper als auch Kunstgewerbe waren vertreten. „Der Jakob-Böhme-Bund war keine expressionistische oder sonstige zeitgenössische Kunstbewegung, sondern wollte dem geistig Wertvollen in allen denkbaren Kunstrichtungen Ausdruck verleihen, eine Kunst, die Schneiderfranken übergreifend als Sakralkunst bezeichnet.“ (äußert Klaus Weingarten 2018, Organisation zur Umwandlung des Kinos). Da Schneiderfranken aus politischen Gründen 1923 in die Schweiz emigrierte und Neumann-Hegenberg 1924 verstarb, fand das Projekt 1924 ein Ende.

## Mitglieder des historischen Jakob-Böhme-Bundes
Mitglieder des Jakob-Böhme-Bundes waren Joseph Anton Schneiderfranken, Fritz Neumann-Hegenberg, Walter Deckwarth, Walter Rhaue, Willy Schmidt, Dora Kolisch, Maria Hiller-Foell, der Maler Hans Weikert, die Malerin Hildegard von Lynker, der Bauhaus-Maler und Fotograf Fritz Lafeldt, der Maler Arthur Haupt, die Schriftstellerin Suse von Hoerner-Heintze und Herbert von Hoerner, Fritz Hofmann-Juan, Lilly und Ewald Vetter, der Bildhauer Paul Polte, Emma Schlangenhausen, der Schriftsteller Gustav Meyrink, der Musikwissenschaftler Hans Heinz Stuckenschmidt, der Architekt Hans Poelzig, wie auch der Dramatiker und Schriftsteller Carl Hauptmann und der Schriftsteller Hermann Stehr. Dazu kommen noch einige aus Görlitz und dem Umland stammende Künstler. Auch die Schweizer Maler Theo Glinz, sowie der japanische Druckkünstler Yoshijiro Urushibara (1889–1953) gehörten dieser Vereinigung schaffender Künstler an. Briefliche Kontakte mit dem Schweizer Musiker Otto Maag, dem österreichisch-britischen Komponisten und Musikwissenschaftler Egon Wellesz und dem österreichischen Dirigenten, Komponisten, Pianisten und Schriftsteller Felix Weingartner sind dokumentiert. Fritz Hofmann-Juan, Fritz Stuckenberg und Franz Werner Kluxen wurden ab 1926 Mitglieder der EBDAR, die 1921 in Görlitz ihre Anfänge fand und dem Jakob-Böhme-Bunde nachfolgte. Kluxen beantwortete ab 1927 die Briefpost.

## Zitate zum Programm des historischen Jakob-Böhme-Bundes
„In Görlitz hat ein Zusammenschluß fortschrittlich gerichteter Künstler stattgefunden unter dem Namen Jakob-Böhme-Bund. Wesen des Bundes ist, die Beziehungen zwischen Kunst und Mystik zu finden und den Geist des Metaphysikers Jacob Böhme in die heutige Kunst zu projizieren. Der Bund macht es sich zur Aufgabe, für wesentliche neue Kunst zu kämpfen. Seine erste Tat war eine Ausstellung mit radikalen Werken, unter denen die von Joseph Schneiderfranken und Fritz Neumann-Hegenberg (dem Vorsitzenden des Bundes) besonders hervorragten. Im Rahmen der Ausstellung fanden zwei Vorträge statt: einer von H.H. Stuckenschmidt über das Problem der neuen Musik. Geplant sind ferner literarische Vorlesungen und Konzerte.“

„Persönlichkeit ist Fundament. Ohne sie schweift das Leben, Zufall und Schwäche preiszugeben, nutzlos über die Erde. Ohne sie beliebt Kunst nur das, wozu sie der Steuerfiskus stempeln möchte: Luxus. Die Kunst, die der Jacob Böhme Bund ausstellt, ist, mit wenigen Ausnahmen, Bedürfnis. Für alle die, die in der Persönlichkeit, der Kunst, Steige für unüberwindlich erscheinende Strecken ihres eigenen inneren Entwicklungsweges suchen. Ihrer sind noch wenige; die Not der Welt wird auch ihre Zahl erhöhen, wird neue Herzen in die reinen Sphären heben, aus denen allein uns Erlösung winkt.“

„Wer hier vorwärts will, der muss zum Künstler an seinem eigenen Leben werden. […] Was vordem ihm ‚Erfüllung‘ schien, muss jetzt ihm nur als Rohstoff gelten, aus dem er, dem Bildner gleich, das Kunstwerk seines seelischen Gefüges schafft! - Nicht mehr wahllos, oder nach Laune, darf er sich dem überlassen, was ihm das Leben bringt. […] Er muss das Leben selbst formen lernen, dadurch, dass er sich in jedem Augenblick zu ‚stimmen‘ weiß, so wie es seinem letzten Ziel entspricht.“

## Magische Blätter
Magische Blätter ist der Titel der Zeitschrift des historischen Jakob-Böhme-Bunds, die von 1920 bis 1924 publiziert wurde. 2020, einhundert Jahre später, lebte der Jacob-Böhme-Bund in einer künstlerischen Aktion für die Dauer von 4 Jahren neu auf (in Unterscheidung zur historischen Künstlergruppe mit „c“ statt „k“ geschrieben). Insgesamt wurden 16 Bücher (à drei Monatsschriften) mit dem Titel Magische Blätter herausgegeben. Abbildungen und Quellentexte ergeben eine umfassende Dokumentation des historischen Jakob-Böhme-Bundes und nehmen die Stelle eines Mitgliederverzeichnisses und eines Archivs ein.

## Ausstellungen

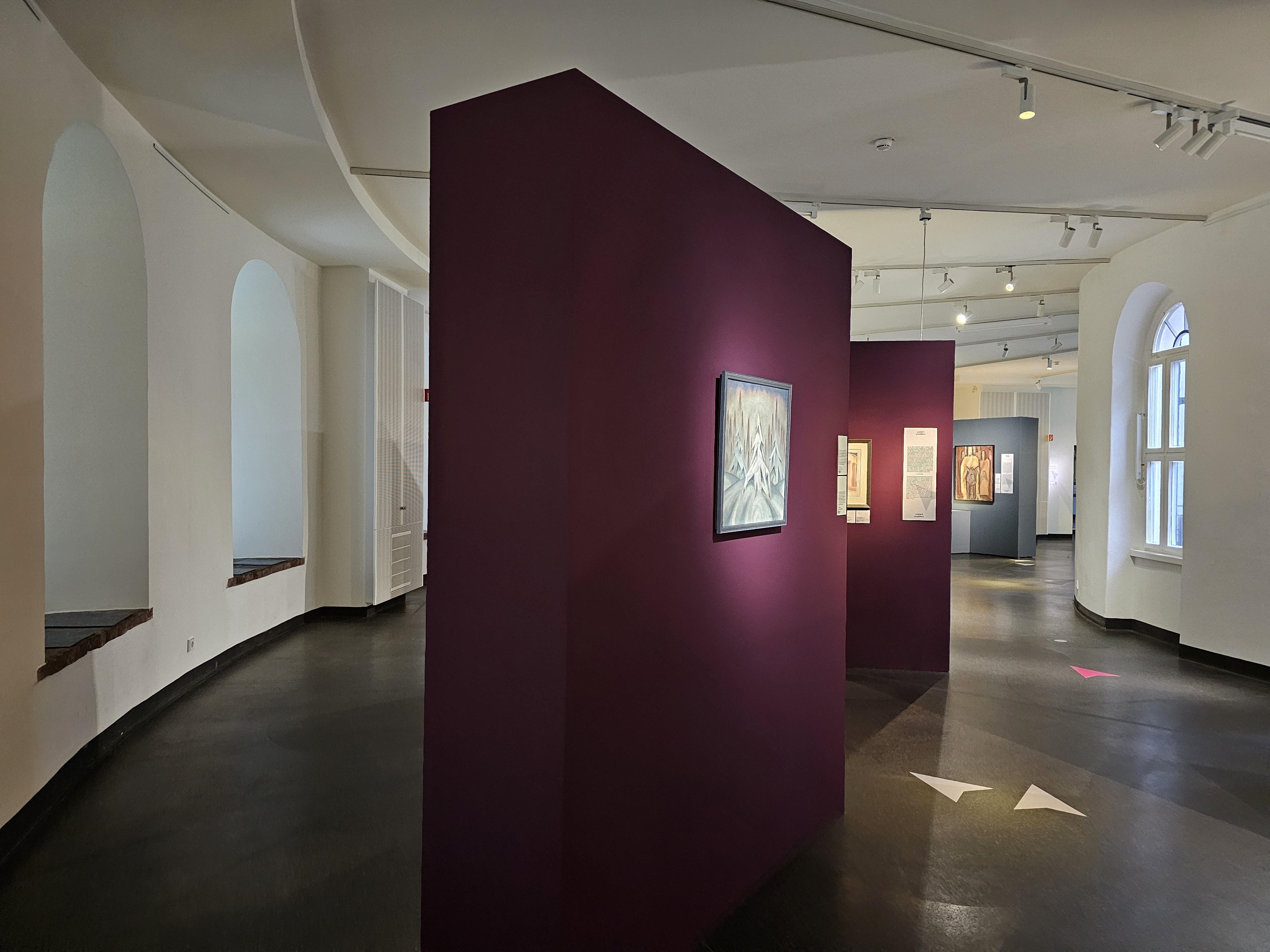
Sonderausstellung Die Suchenden. Die Kunst des Jakob-Böhme-Bundes, Kaisertrutz, Görlitz

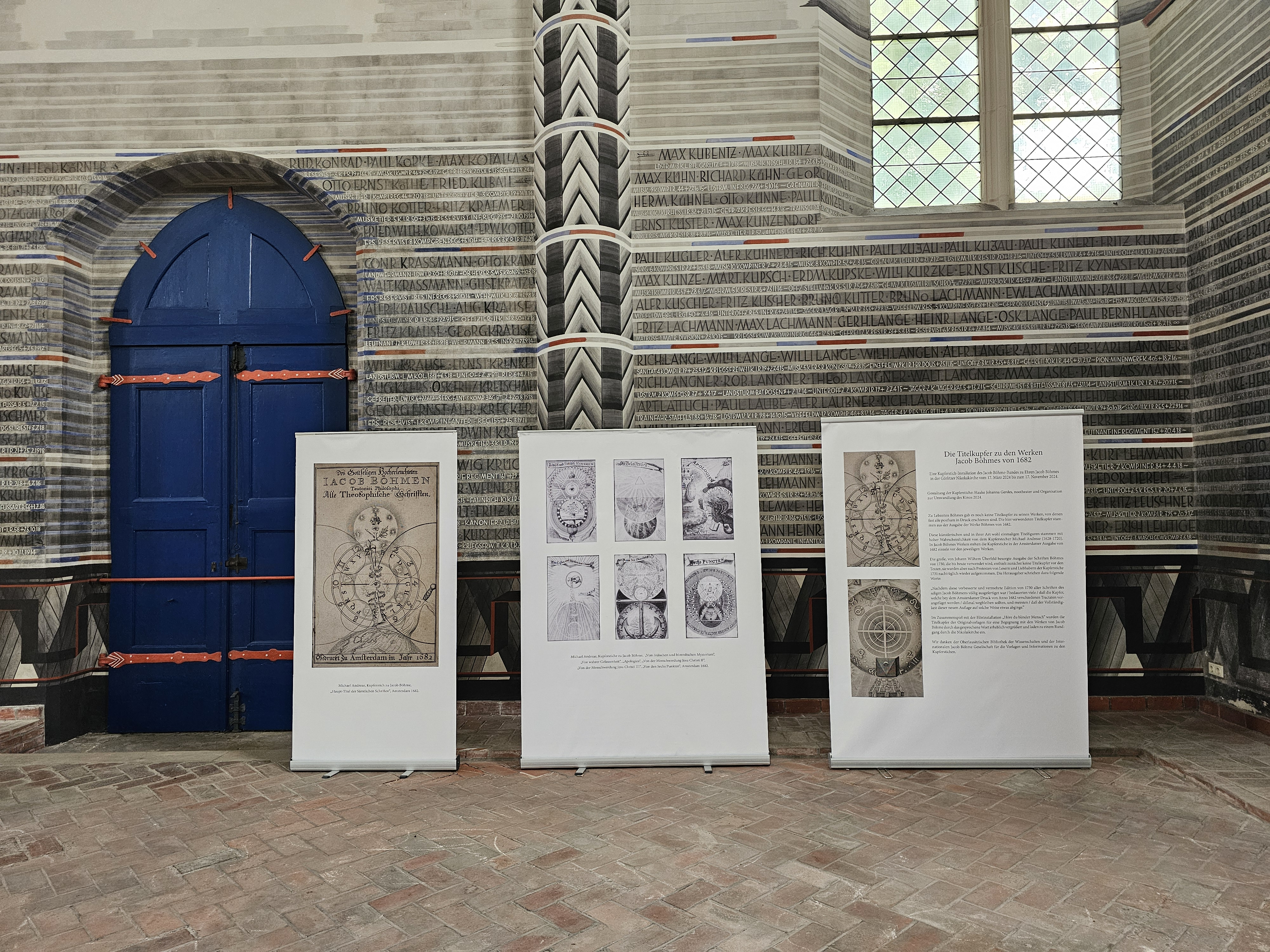
Titelkupfer zu den Werken Jacob Böhmes von 1682

Zum 400. Todestag von Jacob Böhme und gleichzeitig dem Jahr der 100-jährigen Auflösung des historischen Jakob-Böhme-Bundes fanden 2024 zwei Ausstellungen in Görlitz statt, die den aktuellen Forschungsstand zur ursprünglichen Görlitzer Künstlervereinigung präsentierten.
Die Sonderausstellung Die Suchenden. Die Kunst des Jakob-Böhme-Bundes im Kaisertrutz zeigte 2024 eine Retrospektive des historischen Jakob-Böhme-Bundes. Auch von Willy Schmidt wurden dort Bilder gezeigt. Den Druckgrafiken von Willy Schmidt war eine eigene Ausstellung im Graphischen Kabinett des Barockhauses gewidmet.
Die Titelkupfer von Michael Andreae, aufbereitet von der Künstlerin Hauke Johanna Gerdes, waren großformatig in der Nikolaikirche zu sehen. Zudem war die Hör-Installation des Jacob-Böhme-Bundes Höre Du blinder Mensch, in der Nikolaikirche per Kopfhörer zu erleben. Stimme: Max Hopp, Regie: Ronald Steckel, Produktion: nootheater und Organisation zur Umwandlung des Kinos, 2024, Technische Realisierung: Infotech Görlitz, Veranstalter: Evangelische Kulturstiftung Görlitz.
2025 fand die Ausstellung Wśród Naszych/Für die Unsrigen – In Memoriam Ronald Steckel in der Oberlausitzer Gedenkhalle in Zgorzelec statt.